# Route nationale 628
Pour les articles homonymes, voir Route 628.
La route nationale 628 ou RN 628 était une route nationale française reliant Montesquieu-Volvestre à Saint-Jean-de-Verges. À la suite de la réforme de 1972, elle a été déclassée en RD 628 et D919.

## Ancien tracé de Montesquieu-Volvestre à Sabarat (D 628)
- Montesquieu-Volvestre
- Thouars-sur-Arize
- La Bastide-de-Besplas
- Daumazan-sur-Arize
- Campagne-sur-Arize
- Sabarat

## Tronc commun avec l'ancienne N119 (D119) de Sabarat à Pailhès
- Sabarat
- Pailhès

## Ancien tracé de Pailhès à Saint-Jean-de-Verges (D919)
- Pailhès
- Cazaux
- Saint-Jean-de-Verges